# Crateromys
Crateromys je rod hlodavců z čeledi Muridae. Hlodavci tohoto rodu se vyskytují na Filipínách.
Rod zahrnuje čtyři druhy:
- krysa dinagatská (Crateromys australis)
- krysa veverčí (Crateromys schadenbergi)
- krysa Heaneyova (Crateromys heaneyi)
- krysa ilinská (Crateromys paulus)